# Constantin Popa
Constantin Popa (n. 28 aprilie 1938, Adunații-Copăceni, județul Giurgiu) este un medic român, profesor de neurologie la Facultatea de Medicină din București, membru titular al Academiei Române. Academicianul Constantin Popa este șeful Clinicii de Neurologie din cadrul Institutului Național de Neurologie și Boli Neurovasculare. Este și Președintele Asociației Naționale Române de Stroke (AVC).

## Activitate profesională
În prezent - medic șef Secție Clinica de Neurologie din cadrul Institutului Național de Neurologie și Boli Neurovasculare
Extern prin concurs, 1962-1964;
Intern prin concurs, 1964-1965;
Preparator la Clinica de Neurologie a Spitalului Clinic Colentina (I.M.F. București), 1965-1968;
Asistent universitar – Clinica de Neurologie Colentina, I.M.F. București, 1968-1973;
« Assistant etranger » al Facultății de Medicină din Paris, Universitatea din Paris, prin concurs, 1968-1970;
Șef de lucrări titular, Clinica de Neurologie Colentina (I.M.F. București), 1973-1982;
Conferențiar universitar doctor titular, 1982-1990;
Șef de catedră, 1982-1991;
Șef de departament 1992 până în prezent.

## Activitate didactică
Membru în Consiliul Profesoral și în Senat;
Profesor universitar doctor, Facultatea de Medicină, Universitatea de Medicină și Farmacie « Carol Davila », 1990 și în prezent;
Medic specialist neurolog, concurs 1969;
Medic primar neurolog, gr.III, concurs, 1973;
Medic primar neurolog, gr.II, concurs, 1979, clasificat primul pe țară;
Șef de secție, Clinica de Neurologie Colentina (IMF București);
Șef de clinică, Clinica de Neurologie, Spitalul Clinic « Dr.Gh.Marinescu », 1986 și în prezent;
Doctor în științe medicale, 1972;

## Controverse
Deși este deținătorul unor titluri și distincții importante, medicul Constantin Popa a fost și subiectul a numeroase controverse, în principal legate de publicarea unor lucrări plagiate, conform unor specialiști și unor ONG-uri.
Ca exemplu, "Neurologie -tratat", publicată de Constantin Popa la editura Național în 1997, reprezintă un plagiat după lucrarea semnată de T.R. Harrison - "Principles of Internal Medicine", ediția cu numărul 12, publicată la editura McGraw. Acest fapt a fost semnalat în mai multe articole din presă, de numeroase publicații importante.
Constantin Popa a mai fost acuzat și de nerespectarea regimului legal privind Legea Pensionării. Acuzațiile nu au fost suficiente pentru ca acestuia să i se retragă statutul de Membru Titular al Academiei Române.